# علاء الدين الشيرازي
علاء الدين علي بن أحمد بن محمد الشيرازي البغدادي (1386 - 7 سبتمبر 1457) عالم مسلم وصوفي عراقي. ولد ببغداد وتعلم بها. استوطن مكة بعد سنة 1427 وأخذ عن علمائها وعلا صيته. لقيه السخاوي سنة 1452 وسمع منه شيئاً من كتبه. «وكان نير الشيبة، فصيحا مفوها، حسن الظاهر.» توفي بمكة ودفن بالمعلاة. هو من فقهاء الشافعية وأصولي ومفسر ونحوي ومنطقي. له تفسير القرآن وعلم المرقا لعلم العنقا. 

## سيرته
ولد في سنة 788 هـ/ 1386 م ببغداد ونشأ وتعلم بها واشتغل بالعلوم كثيرا. وقدم مكة بعد 830 بسنتين أو أكثر وسكن بالزاوية المعروفة بالجنيد بجبل قعيقعان. وكان من «جلة العلماء وأهل السلوك». «يعرف كلام الصوفية معرفة تامة، ويتكلم في علم التوحيد بعبارة بليغة فصيحة، كلاما دالا على غزارة مادته، مع اليد الطولى في غيره من سائر العلوم ؛ كالفقه والنحو والصرف والمنطق.» «وأما علوم الأوائل فكان لا يجارى فيها، وكان إليه المنتهى في معرفة علم الرمل.» لقيه السخاوي سنة 856 هـ وسمع منه شيئاً من كتبه. 

توفي في 18 شوال 861 هـ/ 7 سبتمبر 1457 م وصلي عليه عصر يومه عند باب الكعبة ودفن بالمعلاة.

## مؤلفاته
- تفسير القرآن
- تفسير وشرح على الحاوي
- رسالة سماها علم المرقا لعلم العنقا قرأها عليه الشمس ابن عزم سنة 853 هـ.